# نایجل کندی
نایجل کندی نوازنده انگلیسی ویولن و ویولا است. او با رفتار و ظاهر جوان‌پسند خود تأثیر زیادی در کشاندن جوانان اروپائی به‌سوی موسیقی کلاسیک داشته‌است.
نایجل متولد سال ۱۹۵۶ (میلادی) در برایتون است. تحصیلات موسیقی او در مدرسه یهودی منوهین ساری (انگلستان) و مدرسه موسیقی جولیارد نیویورک انجام گرفت. در لندن او شاگرد خود یهودی منوهین بود. اجراهای او از کنسرتوهای چهار فصل ویوالدی از بهترین و پرفروش‌ترین آثار کلاسیک سال‌های اخیر بوده‌است. از سال۱۹۷۷ میلادی که برای نخستین بار به همراه ارکستر فیلار مونیا به رهبری ریکاردو موتی روی صحنه رفت با تمامی ارکسترهای بزرگ بریتانیا برنامه داشته است
و در تمام جشن واره های مهم انگلستان شرکت کرده است اولین حضورش در اروپا (به جز انگلیس) در سال ۱۹۸۰ با ارکستر فیلار مونیک برلین بود و از ان پس در بسیاری از نقاط جهان به اجرای کنسرت پرداخته است ضبط وی از کنسرتو ویولن الگار (با ارکستر فیلارمونیک لندن به رهبری هندلی) جایزه «دیسک طلایی» را به دست آورد و از طرف مجله ی گرامافون به عنوان «بهترین ضبط سال» شناخته شد.